# Nagylengyeli-patak
A Nagylengyeli-patak a Göcsej területén, a Zalai-dombságban ered. A Cserta folyóba Petrikeresztúrnál ömlik bele.

## Lefolyása
A Nagylengyeli-patak a Göcsejben ered, Nagylengyeltől északnyugatra, majd innen délnek-délnyugatnak veszi útját. Elhalad Nagylengyel mellett, majd Ormándlakot nyugatról félkörívben megkerüli és elér Iborfia északi részéhez, ahol beletorkollik a Gellénházi-patak. A patak Petrikeresztúrtól délre ömlik a Cserta folyóba.

## Partmenti települések
- Nagylengyel
- Ormándlak
- Iborfia